# 維沙卡帕特南縣

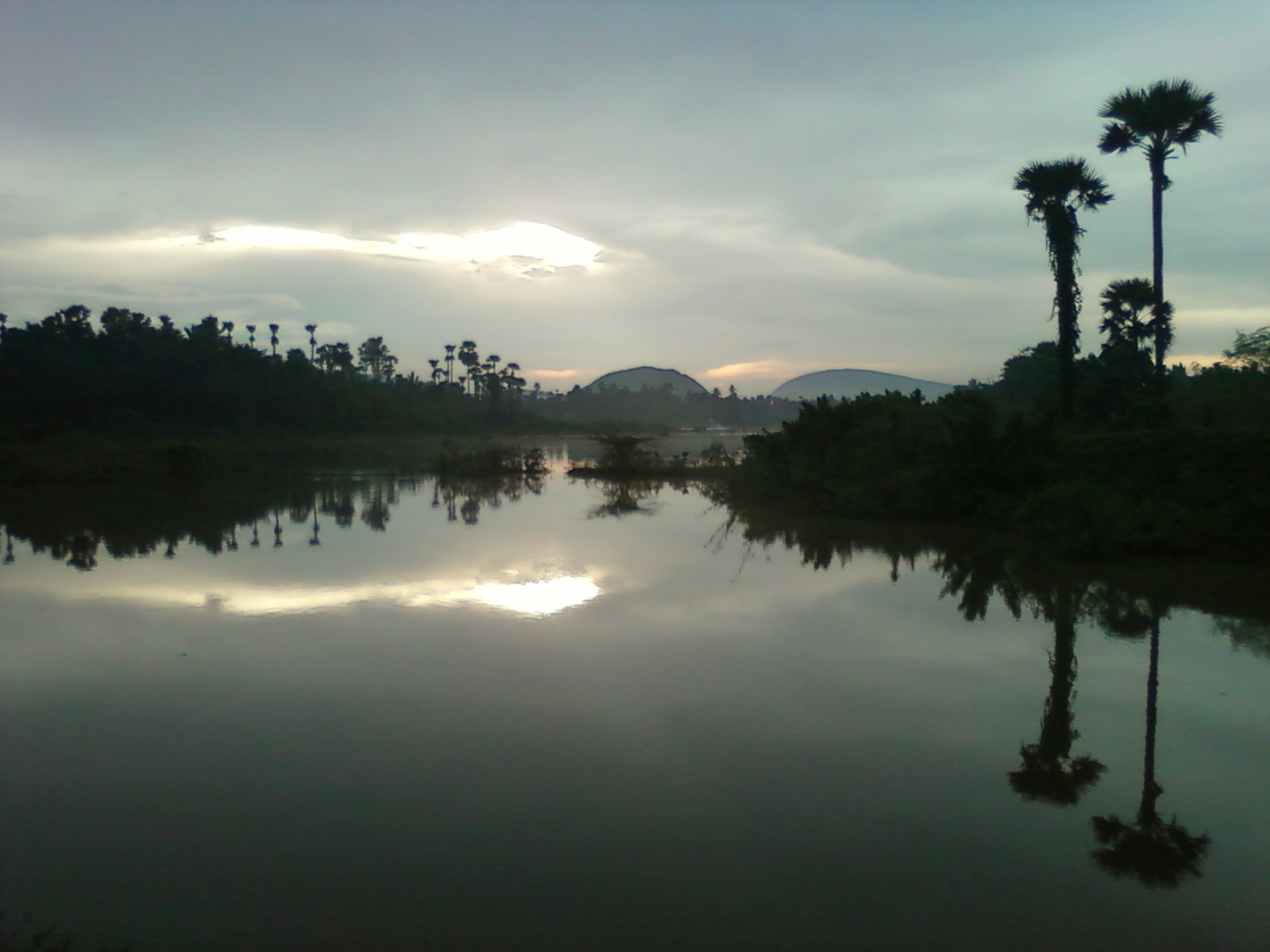

維沙卡帕特南縣是印度的一個縣，位於該國東南部，由安得拉邦負責管轄，面積11,161平方公里，每年平均降雨量1,084毫米，2011年人口4,288,113，人口密度每平方公里384人。该县目前是“红色走廊”的一部分。